# 大山的女儿
《大山的女儿》是一部由中国中央电视台、中国共产党广西壮族自治区委员会宣传部、北京师范大学、广西广播电视台等单位联合出品，根据2019年因公殉职的广西壮族自治区百色市乐业县新化镇百坭村驻村第一书记黄文秀放弃大城市工作机会、到贫困村驻村工作的事迹创作，2022年6月26日至7月14日在中国中央电视台综合频道晚八点档首播并于芒果TV同步网络播出的电视剧，由杨蓉和劉奕君领衔主演，杜晓帆、涓子、李君峰、陆玲、冯海煜等主演，2022年10月7日起在中国中央电视台电视剧频道晚19:30黄金档二轮播出，2022年12月13日起在中國中央電視台4K超高清頻道晚20:47黃金檔三輪播出，12月14日起晚20:01黄金档两集联播。40集版本则于2023年7月12日至8月1日在广西卫视黄金档美丽剧场实现中国首播。

## 故事大纲
2019年6月17日凌晨，百色市乐业县新化镇百坭村第一书记黄文秀在驾车从家返回百坭村途中遭遇山洪殉职，本剧通过她殉职前在车内的独白倒敘引出了从硕士研究生毕业到主动请缨前往百坭村担任第一书记，并在一年多时间内让当地88户贫困户顺利脱贫的经历（40集版的倒叙内容则是从出生时开始）。

## 演员表

### 百坭村相关
| 演员           | 角色   | 背景 |
| -------------- | ------ | --- |
| 杨 蓉          | 黄文秀 | 本剧主角，百色市乐业县新化镇百坭村驻村第一书记 田阳县巴别乡德爱村多柳屯人，2016年毕业于北京师范大学哲学学院，本已通过国家电网面试，却毅然放弃留京机会，报考广西定向选调生，进入百色市委宣传部 2018年开始在百坭村驻村 2019年6月17日凌晨在驾车连夜返回乐业时遭遇山洪殉职 |
| 韦艾妮（婴儿） | 黄文秀 | 本剧主角，百色市乐业县新化镇百坭村驻村第一书记 田阳县巴别乡德爱村多柳屯人，2016年毕业于北京师范大学哲学学院，本已通过国家电网面试，却毅然放弃留京机会，报考广西定向选调生，进入百色市委宣传部 2018年开始在百坭村驻村 2019年6月17日凌晨在驾车连夜返回乐业时遭遇山洪殉职 |
| 田欣语（3岁）  | 黄文秀 | 本剧主角，百色市乐业县新化镇百坭村驻村第一书记 田阳县巴别乡德爱村多柳屯人，2016年毕业于北京师范大学哲学学院，本已通过国家电网面试，却毅然放弃留京机会，报考广西定向选调生，进入百色市委宣传部 2018年开始在百坭村驻村 2019年6月17日凌晨在驾车连夜返回乐业时遭遇山洪殉职 |
| 马艺芮（9岁）  | 黄文秀 | 本剧主角，百色市乐业县新化镇百坭村驻村第一书记 田阳县巴别乡德爱村多柳屯人，2016年毕业于北京师范大学哲学学院，本已通过国家电网面试，却毅然放弃留京机会，报考广西定向选调生，进入百色市委宣传部 2018年开始在百坭村驻村 2019年6月17日凌晨在驾车连夜返回乐业时遭遇山洪殉职 |
| 陈芊桦（18岁） | 黄文秀 | 本剧主角，百色市乐业县新化镇百坭村驻村第一书记 田阳县巴别乡德爱村多柳屯人，2016年毕业于北京师范大学哲学学院，本已通过国家电网面试，却毅然放弃留京机会，报考广西定向选调生，进入百色市委宣传部 2018年开始在百坭村驻村 2019年6月17日凌晨在驾车连夜返回乐业时遭遇山洪殉职 |
| 劉奕君         | 农战山 | 百坭村党支部书记，性格顽固，难以接受新鲜事物，后在黄文秀驻村后出现一定转变 |
| 白雨           | 岑福玉 | 农战山之妻 |
| 杜晓帆         | 杨业博 | 县政府办公室驻村干部 |
| 李君峰         | 蒙昌龙 | 百坭村村民、村委会副主任，通过种枇杷发家致富，是村中的“首富” 农战山的连襟 |
| 王 晴          | 岑福爱 | 蒙昌龙之妻 |
| 陆 玲          | 罗梦兰 | 百坭村妇女主任，韦平力之妻，后因韦平力拒绝帮龚福洋种烟而搬到村委会居住，直至韦平力答应只收龚福洋一户种烟才搬回家 |
| 郝 刚          | 韦平力 | 罗梦兰之夫，种烟大户 |
| 涓 子          | 兰双应 | 百坭村村民、第一党小组组长 丈夫蒙昌景为蒙昌龙堂弟，多年前因癌症逝世 夫逝后独自抚养金凤、银凤两个女儿 曾将长兄家的老式榨油机搬到家中使用，后通过申请小额贷款，将钱经理赠送的榨油机买下并开办榨油厂                                                                      |
| 韦二木         | 蒙金凤 | 兰双应长女，2018年为高中二年级学生 |
| 夏 汎          | 蒙银凤 | 兰双应次女，2018年为小学五年级学生 |
| 袁 珉          | 黄元军 | 百坭村那赖屯村民，四十余岁，一直未娶妻、靠低保度日的懒汉，喜欢唱山歌、编歌词； 对兰双应有一定好感，曾在一次三月三歌圩过后从山上摔下，导致残疾 曾被农战山评价“不用去管”，但黄文秀坚持要帮扶，黄元军随后认其为义妹 学习养蜂技术时曾被蜜蜂蜇伤，随后在兰双应的榨油厂打工  |
| 赵 亮          | 钱正来 | 银行贷款部副经理，曾在百坭村当过驻村干部，对兰双应有好感并为其赠送榨油机 |
| 谈莉娜         | 班小班 | “歌王”班长久的孙女，根据黄文秀的建议开办歌唱班，教村内儿童唱广西民歌 |
| 黄甫康         | 班长久 | 班小班祖父，班华元二爷，有“老歌王”之称 |
| 陈 创          | 龚福洋 | 百坭村村民，贫困户，一直想种烟，但因村里种烟产业被韦平力家亲戚垄断，只能以“省力”为由多次申请低保，但因家境仍未到发放低保的标准而屡屡申请未果 |
| 贺 加          | 龚连升 | 龚福洋长子，初三学生，因不甘父母为种烟一事所困而试图辍学去云南学种烟，后在百色前往昆明的列车上与一路追到车上的黄文秀约定若自己考上重点高中，龚家即可在年底前种上烤烟                                                                                                   |
| 李 琦          | 韦平之 | 治安专干 |
| 王新军         | 周六猛 | 百坭村村民，曾在学校担任升旗手，后因嗜酒与妻子离异，因酒致贫 在文秀安排下担任村委会升旗手，也在板桥村学习养蜂，就此戒酒 |
| 张 浩          | 农三横 | 农战山的三叔，老支书 |
| 呈 让          | 班华元 | 百坭村村民，带领多个贫困户种植砂糖橘，但因田间管理不善导致效益欠佳 |
| 姜志峰         | 李士超 | 乐业县民政局驻村干部，妻子瘫痪十余年又被查出癌症 |
| 梁珊珊         | 岑丽凌 | 蒙昌盛之妻，7年前因交通事故导致腿脚不好，曾试图通过养猪脱贫未果 |
| 王学庭         | 蒙昌盛 | 百坭村村民，在城里打工，曾从工地将水泥偷运回家盖猪圈 |
| 蔡雪晴         | 黄美沙 | 因病致哑，但仍有听觉，与丈夫韦平雨的户口均不在百坭村，亦未办理结婚证 后将户口迁至百坭村，与韦平雨成立了快递点 |
| 王家强         | 韦平雨 | 韦四叔大哥的儿子，美沙之夫，一只眼睛看不见，户口并不在百坭村 父母去世后投靠韦四叔，住在那坤屯的四叔家，韦四叔去世后户口注销 后将户口迁至百坭村，与黄美沙成立了快递点                                                                                                   |
| 蔫秀桃         | 韦奶奶 | 居住在百坭村的空巢老人，视力不好，受到文秀的定期照顾 |
| 张蓝伊         | 覃俪   | 新调到百坭村的扶贫干部 |
| 万佳乐         | 莫羽   | 新调到百坭村的扶贫干部 |
| 廖崇儒         | 黄书经 | 村委会主任 |
| 黄 麒          | 韦福礼 | 村党支部副书记 |
| 黄立文         | 蒙五叔 | 百坭村村民，因儿子昌明死于交通事故而试图用棍子打肇事者，但被黄文秀阻止 |
| 李志勇         | 韦平民 | 百坭村村民，因病、缺少项目致贫 |
| 阮和均         | 黄元福 | 百坭村村民 |
| 陆 鸿          | 莫书记 | 乐业县委书记 |
| 冯海煜         | 于芒果 | 新化镇镇长 |
| 苗 清          | 范春丽 | 专管扶贫干部的分队长 |
| 杨镇宁         | 韩立明 | 百色市委宣传部驻百干村第一书记 |
| 苏 丽          | 常玲   | 百色市委常委、宣传部部长 |
| 孙 清          | 秦晓丽 | 百色市委宣传部副部长 |
| 曾 铮          | 郭春福 | 广西农村信用社派驻板桥村的第一书记 |
| 任亚兵         | 马主任 | 县扶贫办主任，岑福爱的舅舅 |
| 宦溥凡         | 马万里 | 马主任的侄子，岑福爱的表哥，县枇杷推广办公室副主任 在收购枇杷时吃基础价20%的回扣，因担心合作社可能殃及自身利益而对黄文秀颇有微词 |

### 黄家
| 演员           | 角色   | 背景         |
| -------------- | ------ | ------------ |
| 郑晓宁         | 黄忠杰 | 黄文秀之父   |
| 何 音          | 黄彩勤 | 黄文秀之母   |
| 周 毅          | 黄茂益 | 黄文秀的哥哥 |
| 吴雨泽（少年） | 黄茂益 | 黄文秀的哥哥 |
| 陆羽晴         | 黄爱娟 | 黄文秀的姐姐 |
| 马钰琪（少年） | 黄爱娟 | 黄文秀的姐姐 |

### 其他演员
| 演员           | 角色   | 背景 |
| -------------- | ------ | --- |
| 许文广         | 唐专家 | 广西农垦集团金光农场果树专家，曾在乐业担任副县长，期间在百坭村种植了百余亩砂糖橘                                                                                        |
| 叶 进          | 敏经理 | 烟草公司副经理，曾任技术员，指导韦平力种烟 |
| 甘书杰         | 韦明杰 | 黄文秀的发小，从中国农业大学研究生毕业后在一间农业科技公司工作 爱慕黄文秀，坚持她应留在北京，并表示自己不愿回广西，但在黄文秀进驻百坭村后仍会对农业相关事宜予以一定协助 |
| 钟博翰（9岁）  | 韦明杰 | 黄文秀的发小，从中国农业大学研究生毕业后在一间农业科技公司工作 爱慕黄文秀，坚持她应留在北京，并表示自己不愿回广西，但在黄文秀进驻百坭村后仍会对农业相关事宜予以一定协助 |
| 何倬卫（18岁） | 韦明杰 | 黄文秀的发小，从中国农业大学研究生毕业后在一间农业科技公司工作 爱慕黄文秀，坚持她应留在北京，并表示自己不愿回广西，但在黄文秀进驻百坭村后仍会对农业相关事宜予以一定协助 |
| 杨小米         | 黄欣意 | 黄文秀的闺蜜 |
| 韩芷君（9岁）  | 黄欣意 | 黄文秀的闺蜜 |
| 蔡其然（15岁） | 黄欣意 | 黄文秀的闺蜜 |
| 徐嘉苇         | 班超   | 黄欣意的未婚夫，创作歌手 |
| 周思伶         | 杨小梅 | 北师大法学院研究生，考取广西定向选调生后曾帮助蒙五叔家处理事故赔偿事宜                                                                                                  |
| 李新华         | 沈教授 | 北师大哲学学院教授，曾就文秀的学弟学妹到百坭村社会实践一事提出请求 |
| 王艺曈         | 杜媛媛 | 北师大到百坭村社会实践的大学生之一，学员支部书记 被安排住在兰双应家，同时受黄文秀之托开导金凤                                                                           |
| 马 婞          | 秦琴   | 北师大到百坭村社会实践的大学生之一 被安排住在兰双应家，同时受黄文秀之托开导金凤                                                                                         |
| 丁香紫         | 左宗芳 | 北师大到百坭村社会实践的大学生之一 被安排住在韦平民家 |
| 蒙玉立         | 沙无双 | 北师大到百坭村社会实践的大学生之一 被安排住在韦平民家 |
| 李沿熹         | 吴香   | 北师大到百坭村社会实践的大学生之一 被安排住在韦平民家 |
| 丁 晓          | 赵晓冲 | 北师大百坭村社会实践团带队老师 被安排住在龚福洋家 |
| 殷小迪         | 王永元 | 北师大到百坭村社会实践的大学生之一 被安排住在龚福洋家 |
| 李松全         | 郑州帅 | 北师大到百坭村社会实践的大学生之一 被安排住在龚福洋家 |
| 陈正亨         | 褚星云 | 北师大到百坭村社会实践的大学生之一 被安排住在黄元福家 |
| 韦程瀚         | 程平   | 北师大到百坭村社会实践的大学生之一 被安排住在黄元福家 |
| 唐 金          | 洪力   | 北师大到百坭村社会实践的大学生之一 被安排住在韦平西家 |
| 徐 航          | 袁凯   | 北师大到百坭村社会实践的大学生之一 被安排住在韦平西家 |

## 獎項與榮譽
| 年份   | 頒獎典禮                                | 獎項         | 入围者         | 结果 | 参考 |
| ------ | --------------------------------------- | ------------ | -------------- | ---- | ---- |
| 2023年 | 第3屆環球影視文化傳播高峰論壇暨年度優選 | 年度品質劇集 | 《大山的女儿》 | 獲獎 |      |
| 2024年 | 第34届中国电视剧飞天奖                  | 优秀电视剧奖 | 《大山的女儿》 | 獲獎 |      |
| 2024年 | 第34届中国电视剧飞天奖                  | 优秀女演员奖 | 杨蓉           | 提名 |      |

## 制作

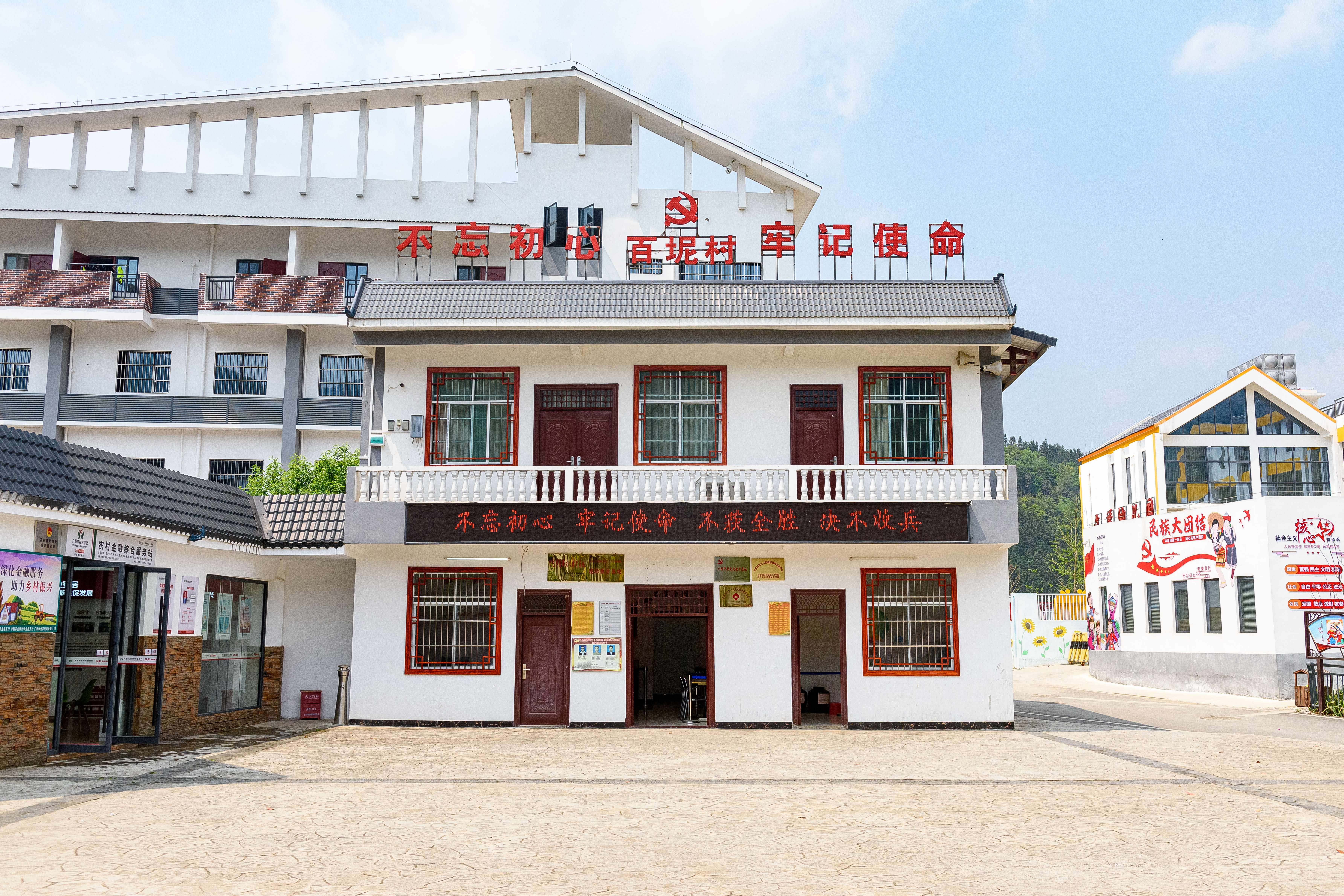
本剧的开机仪式在百坭村旧村委会（如图）举行

本剧在國家廣播電視總局2021年2月全国拍摄制作电视剧备案公示中称《壮乡儿女》，筹拍时一些角色的姓名及情节与制作完毕后相比亦有所不同，剧本经历7次改稿后于2021年4月18日以《新时代青春之歌》之名在百坭村开机拍摄，北京师范大学也组织了百余名师生参与拍摄，该剧最终于2021年7月3日杀青，2022年2月17日获得国产电视剧发行许可证。
在本剧开机前，讲述黄文秀事迹的文艺作品已有电影《秀美人生》、话剧《心中的长征》、民族歌剧《扶贫路上》、壮剧《黄文秀》等，因此如何在展现一个已被各种艺术形式展现过的英雄人物形象时令人耳目一新成为了剧组亟待解决的难题。本剧开拍前正值《山海情》热播，很少出演乡村剧的杨蓉在与导演雷献禾交流时表示“表演方向应该是往（山海情）那个方向去靠”；雷献禾曾要求杨蓉饰演黄文秀时“在剧里讲广西话”，但由于广西语言的地域差异，杨蓉以黄文秀在外求学多年、语言有一定变化为由，向导演建议“说广西普通话比较合适”，此后在拍摄期间除与百坭村民交谈外，还请村民用各自的语气读黄文秀的台词，其后模仿村民的口音。此外，在拍摄过程中，尽管黄文秀等人的努力已在百坭村取得一定成效，但山村内的各类状况仍然为拍摄带来了一定困难：村民用的不是自来水，仍需去打水，剧组工作人员也曾帮助村民拎水；当地山路无法会车且夜晚雾重，剧组只得将山路的靠山崖一侧全部用小旗拦上。
在拍摄过程中，百坭村的村民也成为了群众演员，甚至有村民驱车2-3个小时专程前往拍摄现场，只为一睹杨蓉饰演的黄文秀是否与黄文秀本人相像，而在拍摄全村脱贫庆功会的场景时，多名作为群众演员的村民更是哭到不能自已，杨蓉对此表示“讲真话，演员演不过他们”。
2022年6月23日，本剧以《大山的女儿》之名正式定档，6月26日播出首集，接档《狮子山下的故事》。值得一提的是，本剧在《国产电视剧发行许可证》目录中登记集数为40集，但首播时剪裁为30集播出，且央视版和芒果TV版存在部分细节差异。
2022年10月7日，本剧接档《胡同》，在央视八套黄金档播出，且同样为30集版。
2023年7月12日至8月1日，本剧的40集版本在广西卫视黄金档美丽剧场首播；次年6月17日至7月9日，为纪念黄文秀殉职5周年，本剧接档《警察荣誉》，再次在广西卫视黄金档美丽剧场播出。

## 反响
本剧播出第二周（7月2日至8日）每集平均收视率为1.299%。
7月14日，中国文艺评论家协会、中国电视艺术家协会、广西壮族自治区党委宣传部、广西壮族自治区文联、广西广播电视台在北京共同主办了电视剧《大山的女儿》研讨会，主持会议的中国文艺评论家协会副主席兼秘书长、中国文联文艺评论中心主任徐粤春表示“英模题材文艺创作就是要搭一架梯子，实现超拔与寻常的联通”，本剧通过生活化、典型化、大众化“成功搭建了一架精美的梯子”；北京师范大学艺术与传媒学院教授、院长肖向荣表示该剧“以弱示强、以柔克刚、以小见大”，“没有从冗长或宏大叙事方面着墨，更多的是回到了把人物走近、把故事推远的叙事风格”，以便观众迅速接受。
值得一提的是，本剧播出期间发生了男艺人易烊千玺未参加笔试便进入中国国家话剧院2022年应届毕业生招聘拟聘人员名单的争议事件，《中国新闻周刊》文化部主任杨时旸的一篇《易烊千玺凭什么不能考编？又为什么要考编》更因针对相信读书改变命运的普通人发表“这些小镇做题家每天上培训班，做真题卷，也仍然考不中那个能为他们带来安全感的编制内职务”这类羞辱性言论，而使得本已被安倍晉三遇刺案冲淡的“考编争议”加剧，引发认为自己努力被嘲讽的民众反弹，更有不具名人士举出本剧主人公黄文秀的事迹反击《中国新闻周刊》居高临下的态度，此后亦有多人发表评论为“小镇做题家”正名，并同样以黄文秀的事迹举例论证，使得更多人开始关注本剧，7月13日“村民们该多思念黄文秀”这一关键词更一度跃升至当天Bilibili热搜榜首位。
截至2022年10月初，本剧的豆瓣评分达到9.3分，成为2022年度豆瓣评分最高的中国大陆电视剧，相关微博话题总阅读量达2.16亿次，抖音播放量达4.1亿次。
2023年11月，因根据张桂梅事迹改编的电影《我本是高山》被指歪曲事实、有意忽视张桂梅作为共产党员的信仰（剧情甚至被多个原型人物否认）、媒体下场压制质疑之声导致观众反弹，批评这部电影的人士多将并不避讳共产主义叙事的《大山的女儿》与之对比。

## 收视率
| 中国 央視一套 首播收视率 （CSM59 4+） |               |        |          |      |          |
| 集數                                  | 播出日期      | 收视率 | 收视份额 | 排名 | 備註     |
| 1                                     | 2022年6月26日 |        |          |      | 上星首播 |
| 2                                     | 2022年6月27日 | 0.571  | 2.700    | 7    |          |
| 3                                     | 2022年6月28日 | 0.601  | 3.094    | 7    |          |
| 4                                     | 2022年6月29日 | 0.640  | 3.309    | 5    |          |
| 5                                     | 2022年6月30日 | 0.575  | 2.855    | 5    |          |
| 6-7                                   | 2022年7月1日  | 0.679  | 3.107    | 4    |          |
| 8-9                                   | 2022年7月3日  | 0.711  | 3.194    | 5    |          |
| 10-11                                 | 2022年7月4日  | 0.760  | 3.692    | 5    |          |
| 12-13                                 | 2022年7月5日  | 0.781  | 3.809    | 4    |          |
| 14-15                                 | 2022年7月6日  | 0.745  | 3.685    | 3    |          |
| 16-17                                 | 2022年7月7日  | 0.793  | 3.880    | 3    |          |
| 18-19                                 | 2022年7月8日  | 0.749  | 3.386    | 3    |          |
| 20                                    | 2022年7月9日  | 0.613  | 2.962    | 5    |          |
| 21-22                                 | 2022年7月10日 | 0.789  | 3.677    | 5    |          |
| 23-24                                 | 2022年7月11日 | 0.751  | 3.699    | 3    |          |
| 25-26                                 | 2022年7月12日 | 0.746  | 3.653    | 4    |          |
| 27-28                                 | 2022年7月13日 | 0.754  | 3.816    | 5    |          |
| 29-30                                 | 2022年7月14日 | 0.770  | 3.692    | 5    | 上星收官 |

1. 数据由广视索福瑞提供，调查范围为四岁以上之观众。
2. 以上收视排名包括央视在内。
3. 数据来源：卫视这些事儿

## 海外播出
广西广播电视台已将本剧译制成老挝语、越南语、缅甸语，2022年9月13日起在老挝播出，其余版本也将在2022年10月前播出，海外版亦包括一些在央视播出时被删减的镜头，如黄文秀殉职前发出的最后一条消息“希望还能吸取教训进而改正”。
本剧的30集版本2024年被译制为俄语版，2024年6月在中国环球电视网俄语频道播出。